# Salticus cingulatus
Salticus cingulatus là một loài nhện thuộc họ Salticidae Paleartic.
Con cái dài từ 5 ến 7 mm còn con đực từ 5 đến 6 mm. Chúng trông rất giống nhau. Điều này được phân biệt với các loại khác bởi vì nó màu cơ bản đen của lông màu trắng hoặc màu xám. Sự khác biệt là ở bộ phận sinh dục.

## Hình ảnh

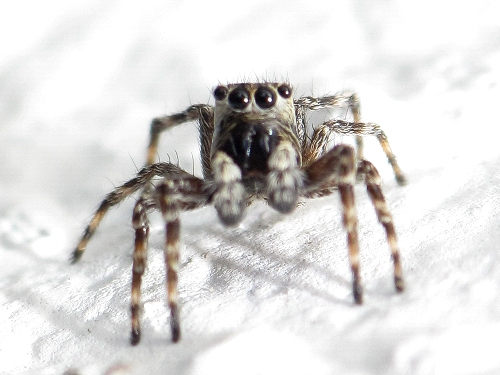
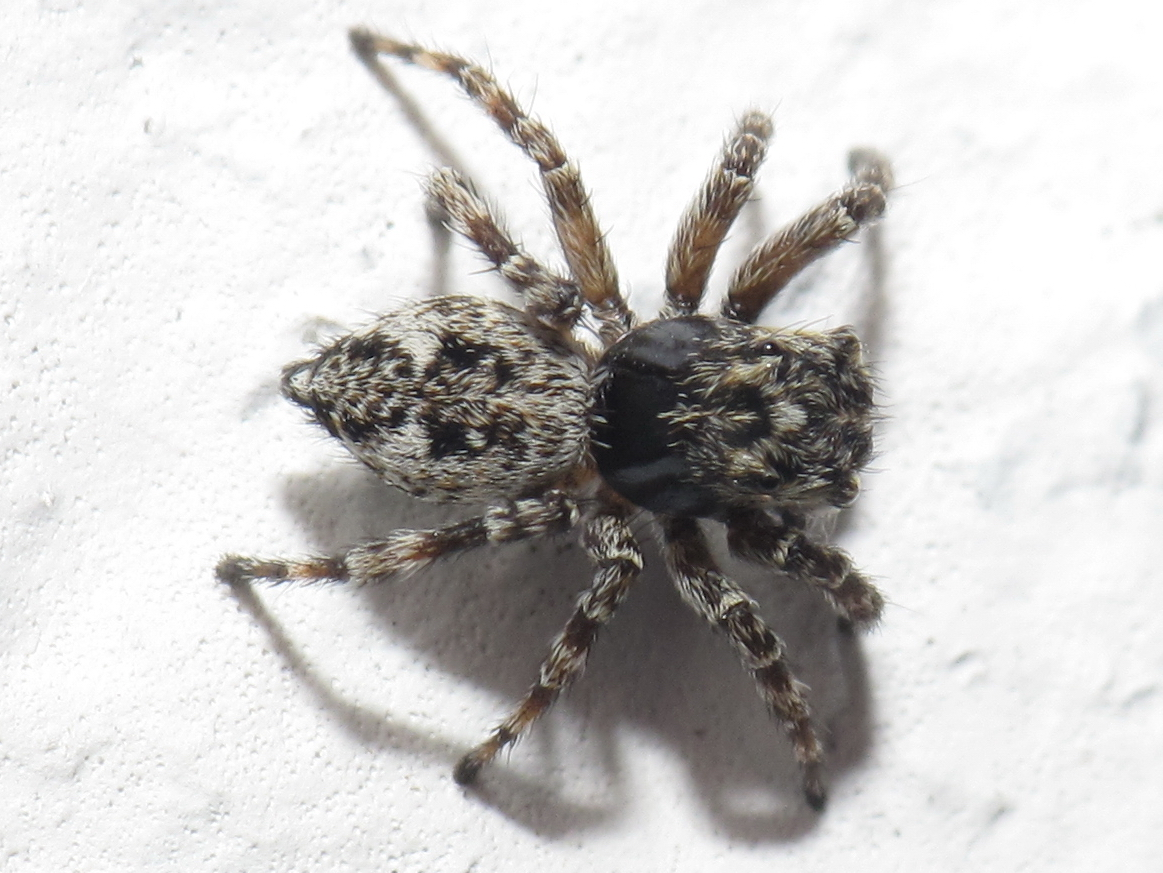
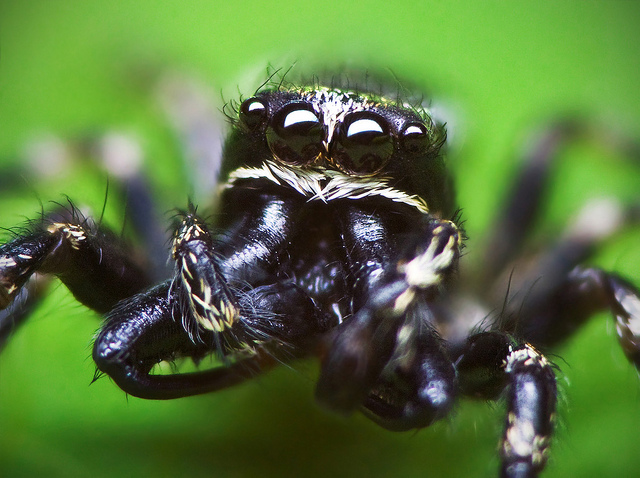